# Landwirtschaftliche Lehranstalt Lienz

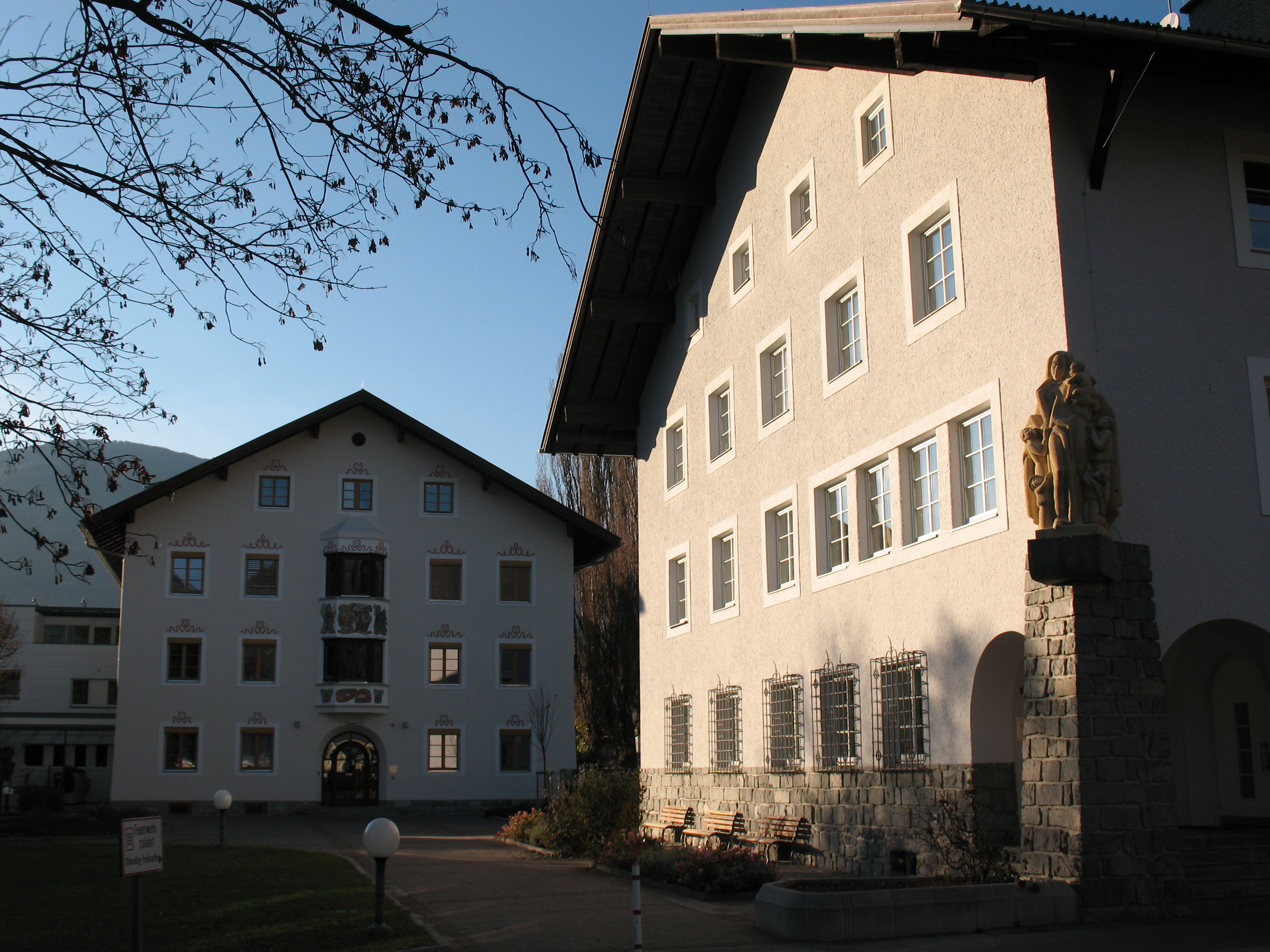
Landwirtschaftliche Lehranstalt Lienz

Die Landwirtschaftliche Lehranstalt Lienz ist eine Landwirtschaftliche Landesberufsschule in der Stadt Lienz in Osttirol. Das Schulgebäude steht unter Denkmalschutz.

## Geschichte
1921 wurde eine Burschenschule eingerichtet und 1924 auch für Mädchen eine landwirtschaftliche Haushaltungsschule begonnen. Als Schulgebäude wurde bis 1936 die Franz-Joseph-Kaserne genutzt. Die Landesregierung kaufte im Jahr 1937 von der Bezirksbauernkammer einen Baugrund neben dem Gutsbetrieb Müllerhof und errichtete dort nach Plänen von Hans Menardi ein neues Schulgebäude. Dieses Gebäude beherbergte anfangs die Burschen und ab 1951 auch die Haushaltungsschule samt Mädcheninternat. Das Hauptgebäude wurde von 1948 bis 1951 erbaut und wurde später generalsaniert und 1984 erweitert. Von 1946 bis 1950 wurde die Herz-Jesu-Kirche inmitten der Einrichtungen der Schule errichtet.

## Landwirtschaftliche Lehranstalt
In der Schule wird in einer dreistufigen Ausbildung zum Beruf Landwirtschaftlicher Facharbeiter bzw. Facharbeiter der ländlichen Hauswirtschaft ausgebildet.